# Liste der Kulturdenkmäler in Oberpierscheid
In der Liste der Kulturdenkmäler in Oberpierscheid sind alle Kulturdenkmäler der rheinland-pfälzischen Ortsgemeinde Oberpierscheid einschließlich des Ortsteils Merkeshausen aufgeführt. Grundlage ist die Denkmalliste des Landes Rheinland-Pfalz (Stand: 27. Juni 2022).

## Einzeldenkmäler
| Bezeichnung                         | Lage                                  | Baujahr         | Beschreibung | Bild                           |
| ----------------------------------- | ------------------------------------- | --------------- | --- | ------------------------------ |
| Katholische Filialkirche St. Simeon | Dorfstraße Lage                       | 19. Jahrhundert | Saalbau, 19. Jahrhundert, mittelalterlicher Ostturm; vor der Westseite reliefiertes Nischenkreuz, erstes Viertel des 17. Jahrhunderts | weitere Bilder Fotos hochladen |
| Schloss Merkeshausen                | südöstlich des Ortes an der Prüm Lage | 1892            | historistische Anlage, 1892; Wirtschaftsgebäude mit Scheune und Ställen; villenartige Försterei, repräsentatives Wohnhaus mit dreigeschossigem Turm, Hundezwinger und Nebengebäude; Verwalterhaus, gestaffelte Baugruppe mit Remise, Nebengebäuden und dreigeschossigem Wohnhaus; bauliche Gesamtanlage | BW                             |